# Lonchoptera anderssoni
Lonchoptera anderssoni är en tvåvingeart som beskrevs av Joseph och Parui 1976. Lonchoptera anderssoni ingår i släktet Lonchoptera och familjen spjutvingeflugor. Inga underarter finns listade i Catalogue of Life.